# Puccinellia raroflorens
Puccinellia raroflorens är en gräsart som beskrevs av Elizabeth Edgar. Puccinellia raroflorens ingår i släktet saltgrässläktet, och familjen gräs. Inga underarter finns listade i Catalogue of Life.